# Улрих Раме
Улрих Жан Ежен Раме (фр. Ulrich Jean Eugène Ramé; 19. септембар 1972) бивши је француски фудбалер који је играо на позицији голмана.
Највише времена је провео играјући за Бордо, а играо је и за Анже и Седан. Укупно је одиграо преко 500 такмичарских утакмица. Био је у саставу репрезентације Француске на Европском првенству 2000. и Светском првенству 2002.

## Успеси

### Клупски
Бордо
- Прва лига Француске: 1998/99, 2008/09.
- Лига куп Француске: 2001/02, 2006/07, 2008/09.
- Суперкуп Француске: 2008, 2009.

### Репрезентативни
Француска
- Европско првенство: 2000.
- Куп конфедерација: 2001.